# Margrit Schiller
Margrit Schiller (* 1948 in Bonn) ist eine ehemalige Angehörige der linksextremistischen terroristischen Vereinigung Rote Armee Fraktion (RAF).

## Leben
Schiller ist das älteste Kind eines Bundeswehr-Majors beim Militärischen Abschirmdienst sowie einer Lehrerin und CDU-Lokalpolitikerin. Sie studierte Psychologie in Bonn und Heidelberg und wurde über ihre Teilnahme am 1970 gegründeten Sozialistischen Patientenkollektiv (SPK) zunächst Unterstützerin und anschließend aktives Mitglied der Rote Armee Fraktion. Am 22. Oktober 1971 wurde Schiller in Hamburg festgenommen, dabei wurde der Polizist Norbert Schmid erschossen, jedoch nicht mit der Waffe Schillers. Der mutmaßliche Schütze Gerhard Müller wurde später Kronzeuge der Bundesanwaltschaft.
Nach ihren eigenen Angaben befand sich Schiller im Gefängnis mehrfach in Einzelhaft. Sie beteiligte sich an mehreren Hungerstreiks. Nach ihrer Entlassung aus der Haft 1973 ging sie wieder in den Untergrund, am 4. Februar 1974 wurde sie erneut verhaftet und verbüßte bis 1979 eine Freiheitsstrafe. Die Straftatbestände, auf deren Grundlage sie verurteilt wurde, schlossen Ausweisfälschung, unerlaubten Waffenbesitz sowie die Mitgliedschaft und Unterstützung der RAF ein.
Um einer erneuten Verhaftung zu entgehen, setzte sie sich 1985 nach Kuba ab, wo ihr die Regierung politisches Asyl gewährte. Dort heiratete sie einen kubanischen Jazz-Musiker und brachte Zwillinge zur Welt. 1993, auf dem Höhepunkt der kubanischen Wirtschaftskrise nach dem Auslaufen der sowjetischen Hilfsleistungen (Período especial), deren Auswirkungen sie durch eine Erbschaft zunächst etwas abfedern konnte, ging sie mit ihrer Familie nach Uruguay. Dort engagierte sie sich in politischen Projekten in Zusammenarbeit mit der ehemaligen bewaffneten Untergrundbewegung Tupamaros. Nachdem auch Uruguay von einer Wirtschaftskrise betroffen wurde, kehrte sie 2003 mit ihren Kindern nach Deutschland zurück und lebt in Berlin. 2011 veröffentlichte sie eine autobiografische Erzählung, nachdem bereits 2000 ihre mit ihrer Haftentlassung 1979 endende Autobiografie erschienen war.
In ihrer Autobiografie behauptete Schiller, im Jahr 1973 für einige Tage in derselben Wohngemeinschaft in Frankfurt wie Joschka Fischer gewohnt zu haben. Diese Behauptung wurde von verschiedenen Zeugen im Rahmen von staatsanwaltlichen Untersuchungen zum OPEC-Prozess im Jahr 2001 bestritten. Laut taz übernachtete Schiller zwar seinerzeit tatsächlich im ersten Stock der Bornheimer Landstraße, allerdings nicht in der Männer-WG von Joschka Fischer und Daniel Cohn-Bendit, sondern in der benachbarten Frauenwohnung. Eine ehemalige Bewohnerin habe der taz versichert: „Die war nicht bei Fischer, sondern bei uns. Ich kam spät nach Hause, und da lag die in meinem Bett.“ Die Frau sei ihr nicht etwa deshalb in Erinnerung geblieben, weil sie berühmt oder berüchtigt gewesen wäre. Ihr sei damals nur unangenehm aufgefallen, dass die Besucherin im Gespräch nie einfach nur „USA“ sagen konnte, sondern immerzu das befremdliche, den Redefluss deutlich hemmende „USA/SA/SS“ heruntergehaspelt habe. Später hat auch Schiller ihren Besuch relativiert. Sie habe „an die damals vorgefundenen Wohnverhältnisse keine konkreten Erinnerungen mehr“.
Im Januar 1974 soll sich die damals flüchtige Schiller nach Beobachtungen des Verfassungsschutzes nahe Köln mit dem Journalisten Günter Wallraff getroffen haben, womit später der Verdacht der Vorbereitung des Hochverrats begründet wurde, der das Bundesinnenministerium zur Genehmigung einer vom Verfassungsschutz beantragten Telefonüberwachung Wallraffs veranlasste. Nachdem Wallraff erst 1979 über die zweimonatige Abhöraktion informiert worden war, versicherte er in einer eidesstattlichen Erklärung, Schiller weder zu kennen, noch jemals getroffen zu haben. Seine Klage gegen die für die Abhöraktion verantwortlichen Behörden wurde 1982 im Berufungsverfahren vom Oberverwaltungsgericht Münster zurückgewiesen.

## Publikationen
- „Es war ein harter Kampf um meine Erinnerung“. Ein Lebensbericht aus der RAF. Hrsg. von Jens Mecklenburg. Konkret-Literatur-Verlag, Hamburg 1999, ISBN 3-89458-181-6.
  - Remembering the Armed Struggle. Life in Baader-Meinhof. Übersetzt von Lindsay Munro. Vorwort von Osvaldo Bayer. Zidane, London 2008, ISBN 978-0-9554850-4-6.
- So siehst du gar nicht aus! Eine autobiografische Erzählung über Exil in Kuba und Uruguay. Vorwort von John Holloway. Assoziation A, Berlin 2011, ISBN 978-3-86241-408-6.